# Habronattus trimaculatus
Habronattus trimaculatus es una especie de araña saltadora del género Habronattus, familia Salticidae. Fue descrita científicamente por Bryanten  1945.
Habita en los Estados Unidos.